# Druid (banda)
Druid fue una banda inglesa de rock progresivo fuertemente influenciados por Yes, y que publicó sólo dos álbumes entre 1975 y 1976 antes de separarse. El baterista Ced Sharpley colaboraría con Gary Numan.
Una última banda formada por Brewer, McCrorie y Sharpley se llama Tinderfish. El 13 de marzo de 2012 el baterista Cedric Sharpley falleció tras sufrir un paro cardiorrespiratorio.

## Miembros

### Exintegrantes
- Cedric Sharpley "Ced" - batería (1971 - 1977) (fallecido en 2012)
- Andrew McCrorie Shand - teclados (1974 - 1977)
- Dane Stevens - vocal, guitarra (1971 - 1977)
- Neil Brewer - bajo (1971 - 1977)
- Pete Griffiths - teclados (1971 - 1973)

## Discografía

### Álbumes de Estudio
- 1975: "Toward the Sun" (EMI Records)
- 1976: "Fluid Druid" (EMI Records)